# Biserica Nașterea Maicii Domnului din Gârbovița

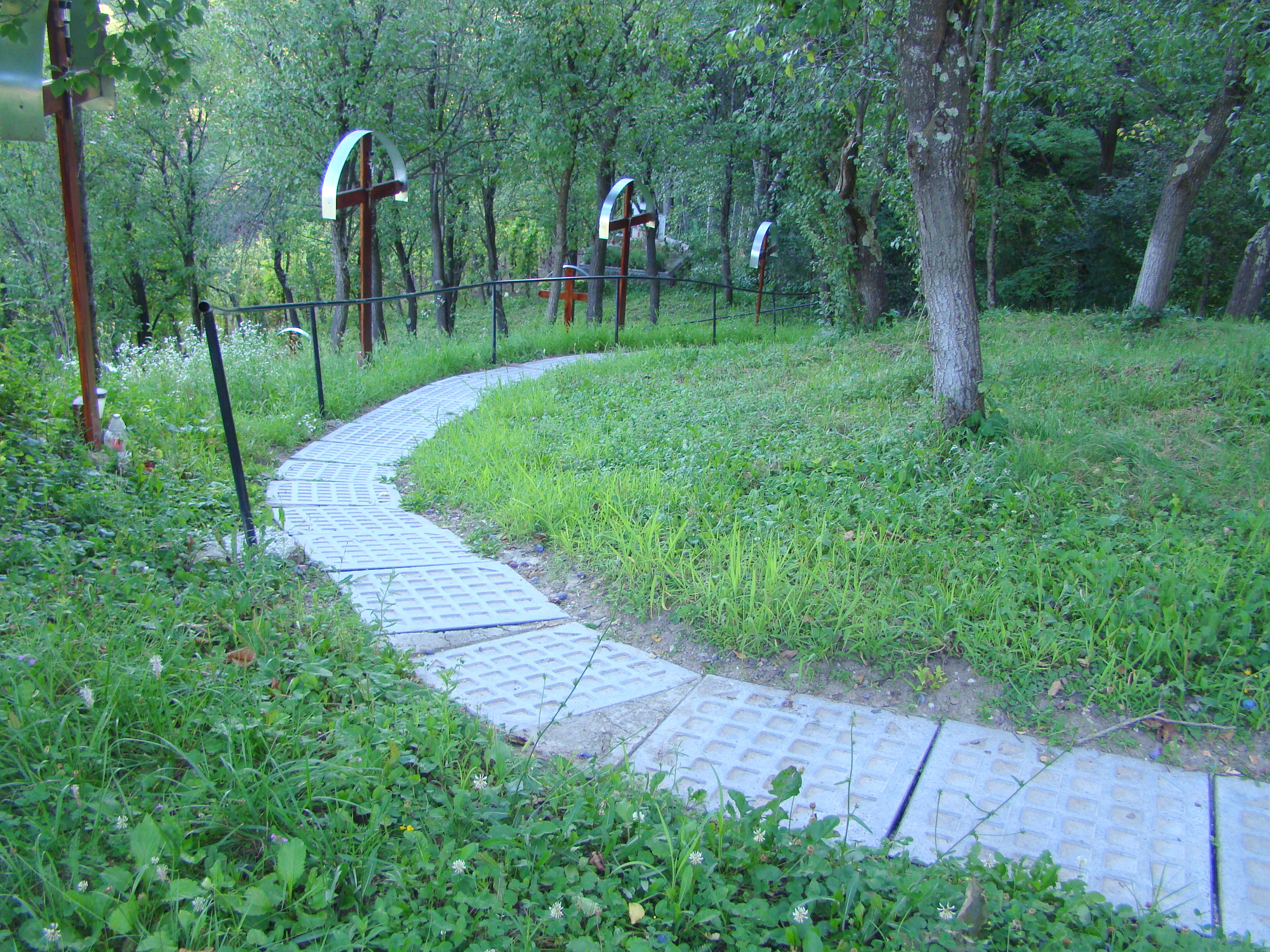
Calea Crucii

Biserica Nașterea Maicii Domnului din Gârbovița este un monument istoric aflat pe teritoriul satului aparținător Gârbovița, municipiului Aiud. În Repertoriul Arheologic Național, monumentul apare cu codul 1302.01.

## Localitatea
Gârbovița, cunoscută și ca Gârbova de Mijloc, (în maghiară Középorbó, în germană Kleinurbau), este un sat ce aparține municipiului Aiud din județul Alba, Transilvania, România. Localitatea este atestată documentar din anul 1505, cu denumirea Közep-Orbo.

## Istoric și trăsături
Biserică greco-catolică, cu hramul Nașterea Fecioarei Maria. Partea veche a bisericii datează din secolul XIV, cu adăugiri din secolul XVIII. Lăcașul de cult a fost sfințit în anul: 1808. În anul 1910, din 433 de locuitori români, 430 erau greco-catolici.

## Imagini

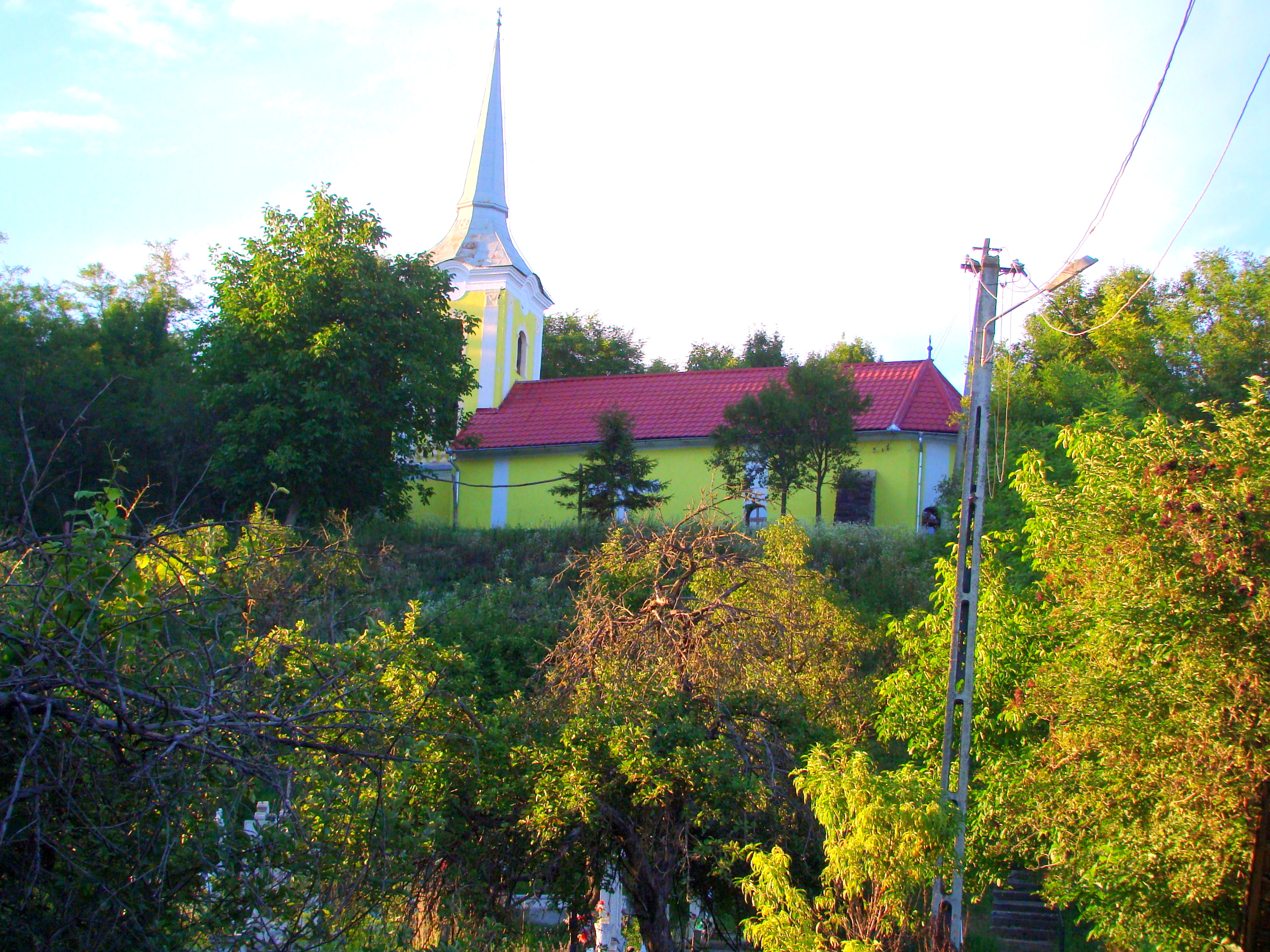
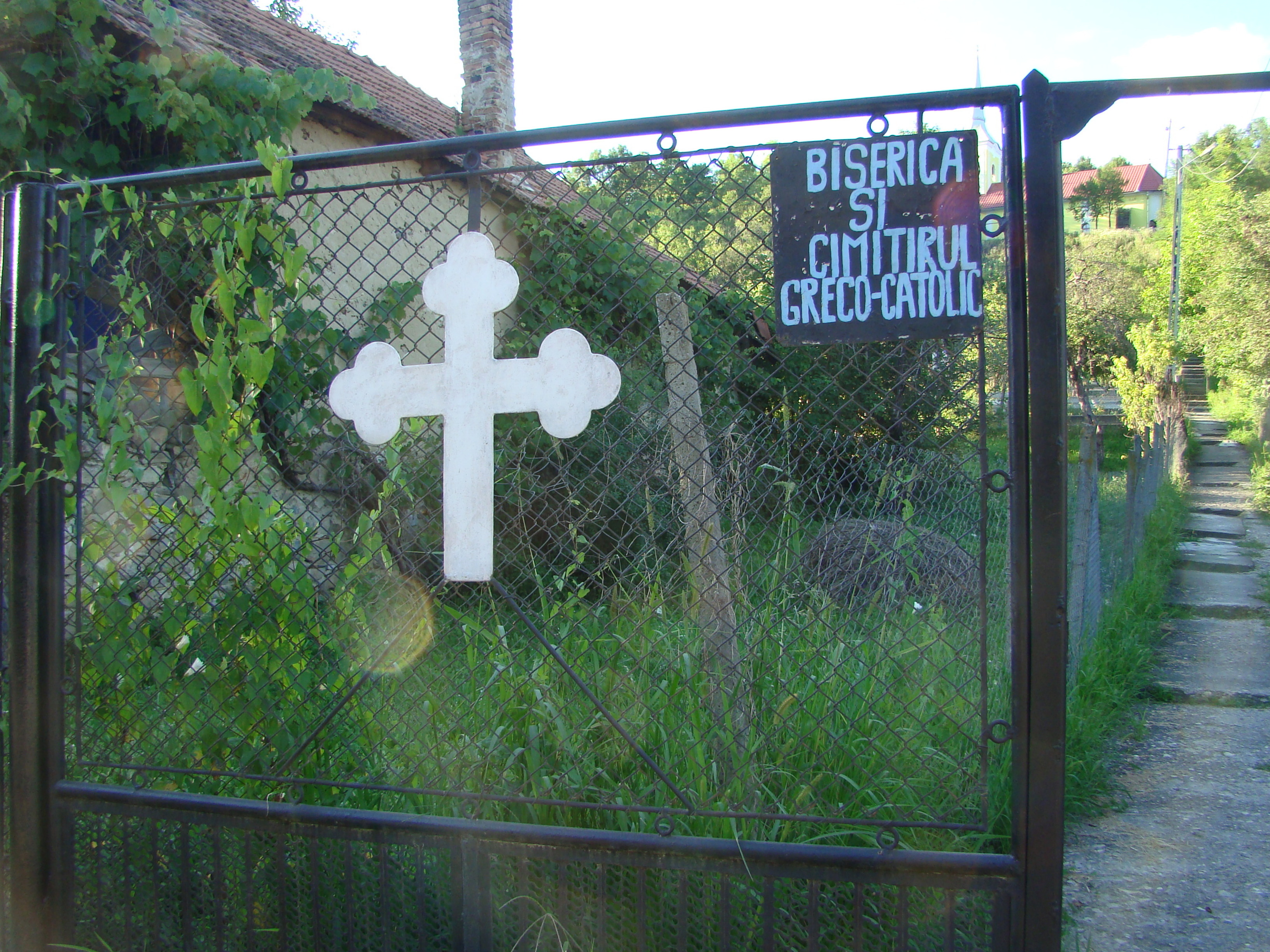
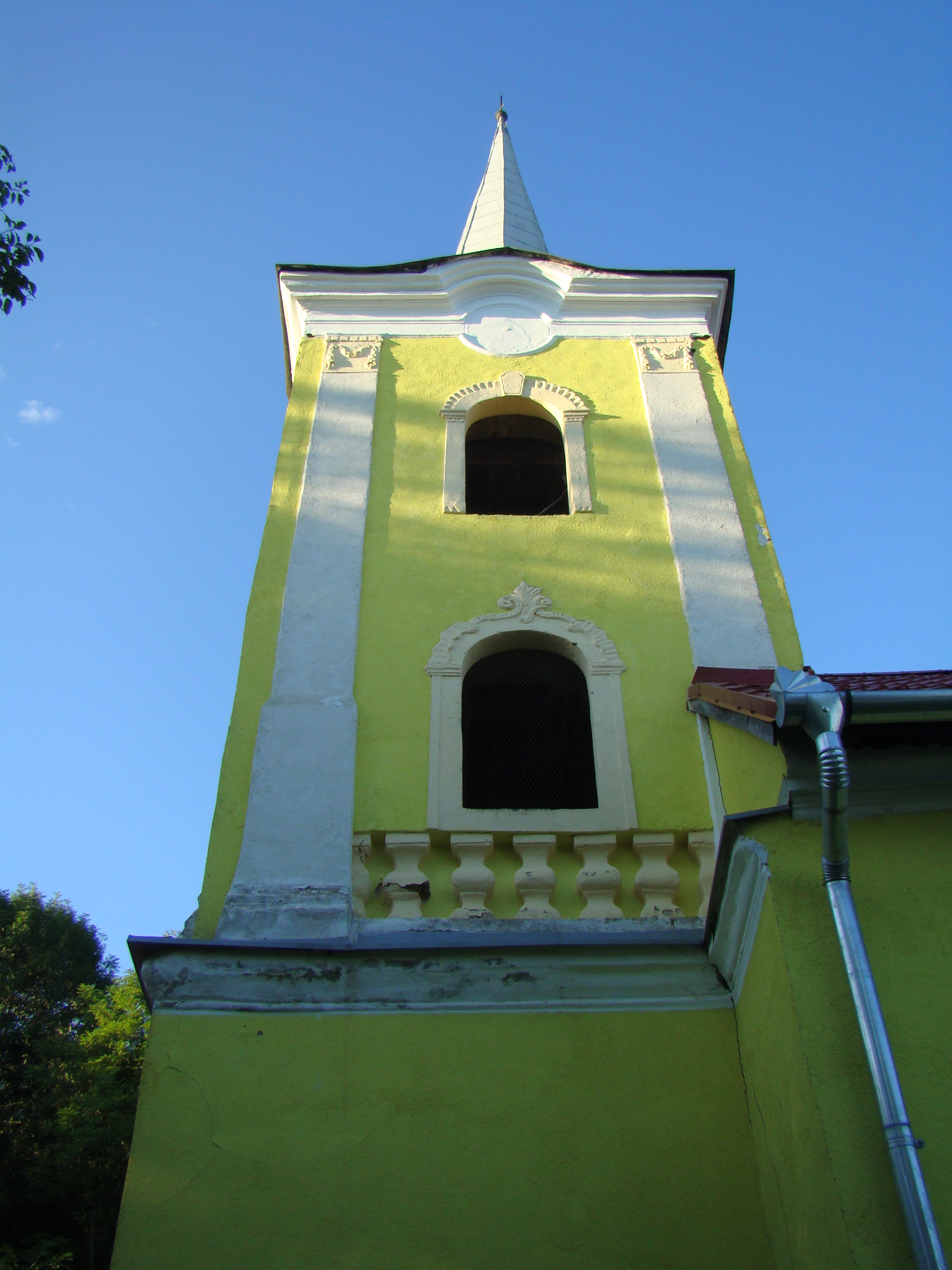
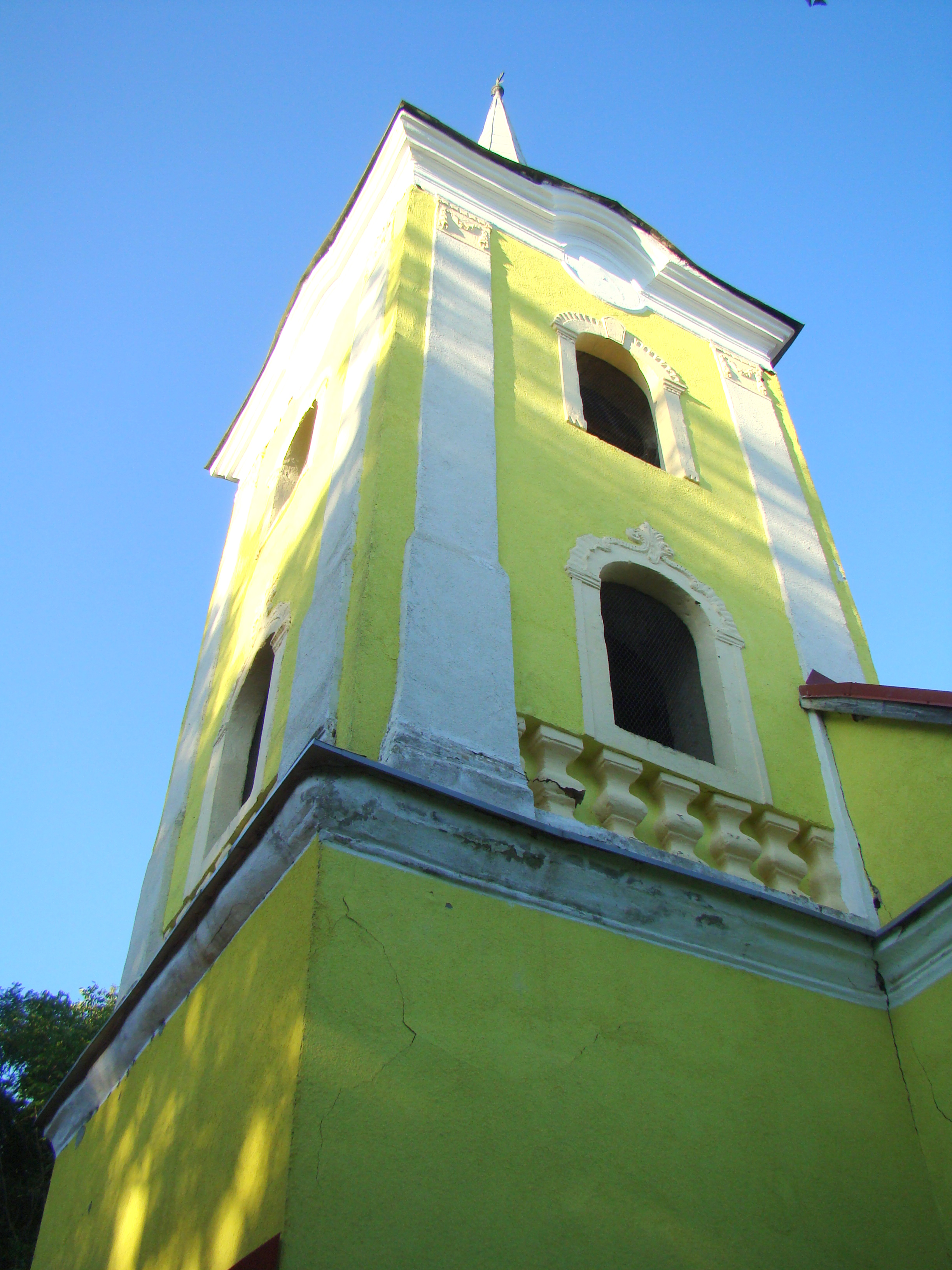
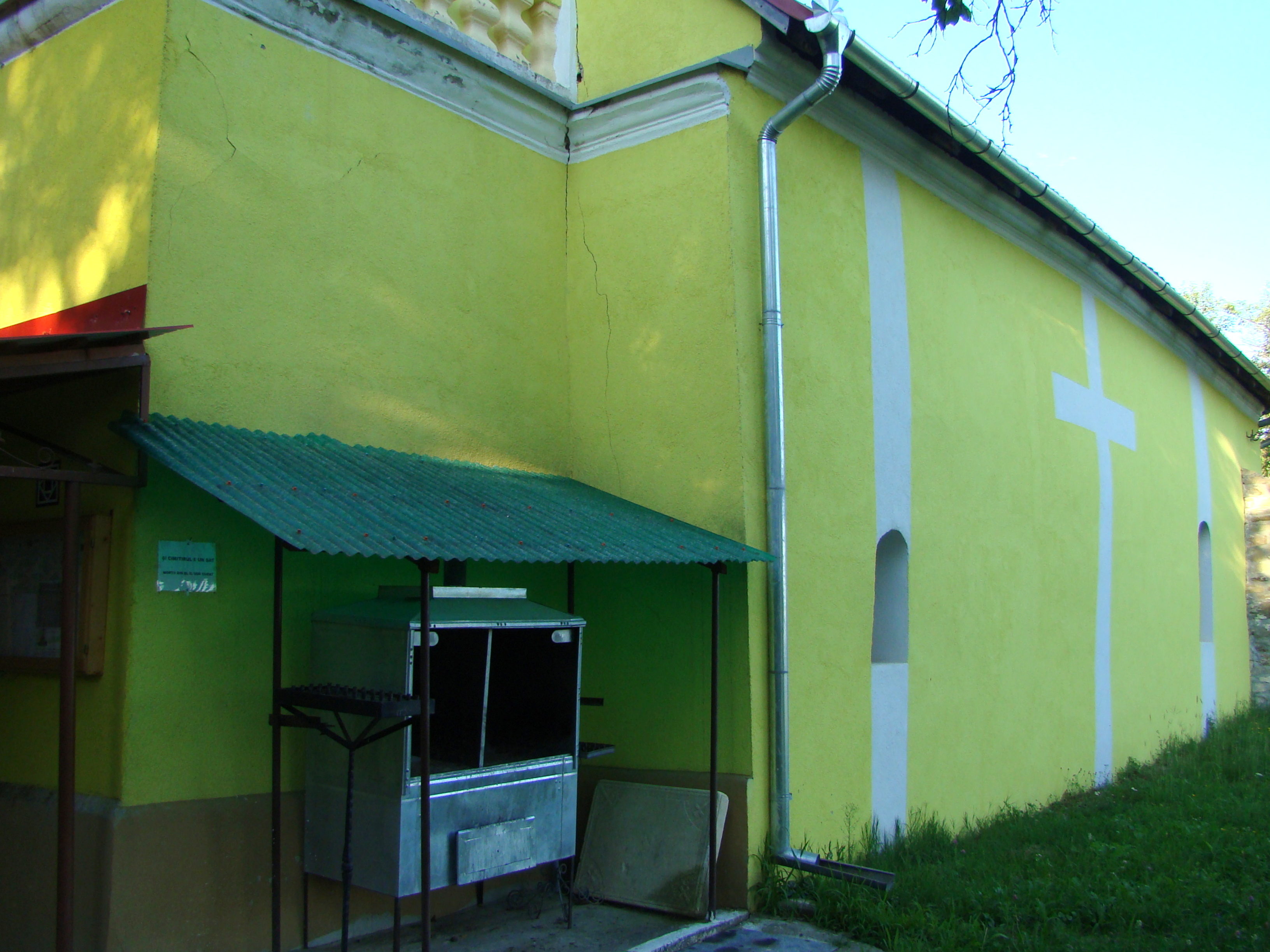
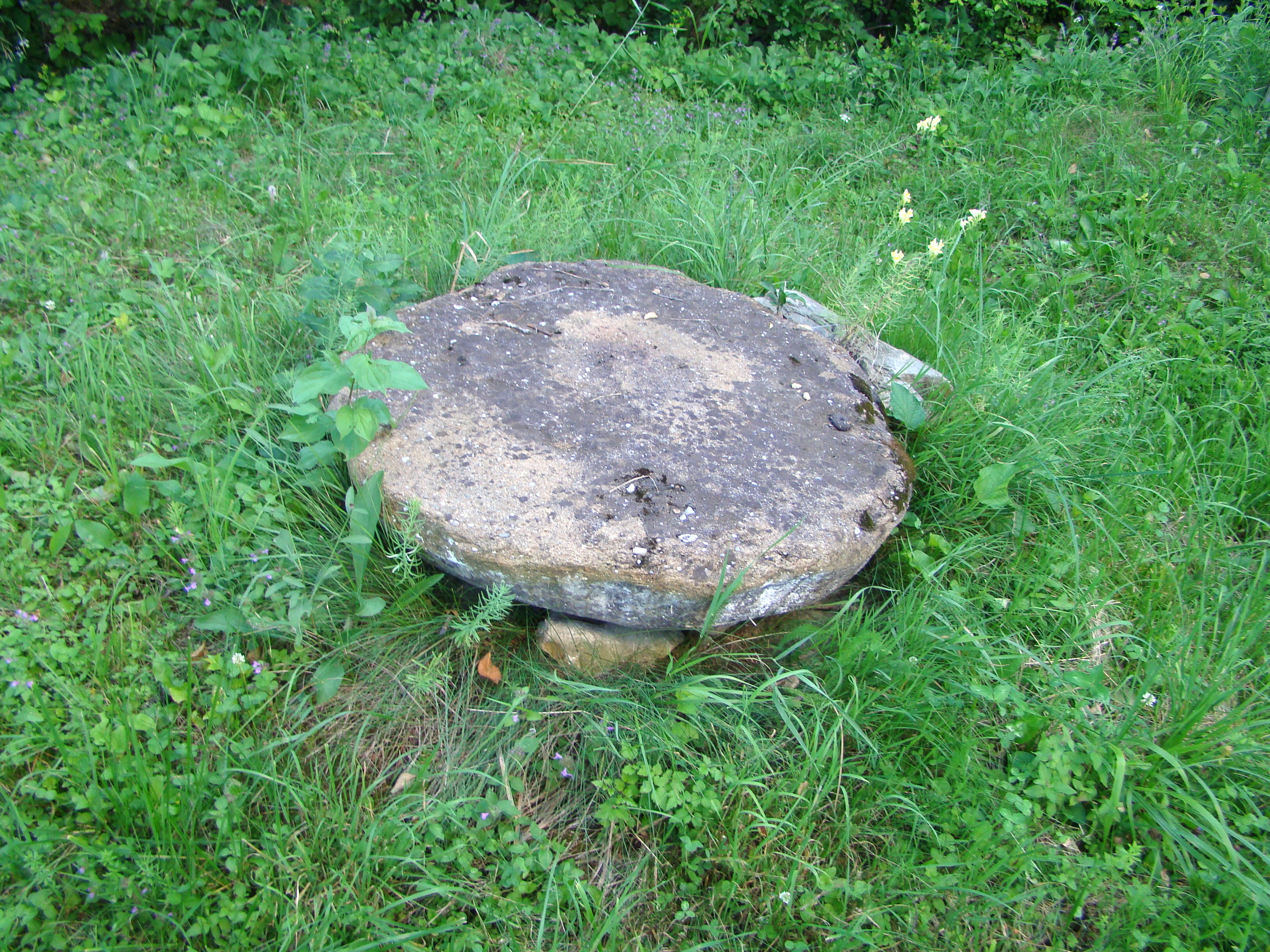
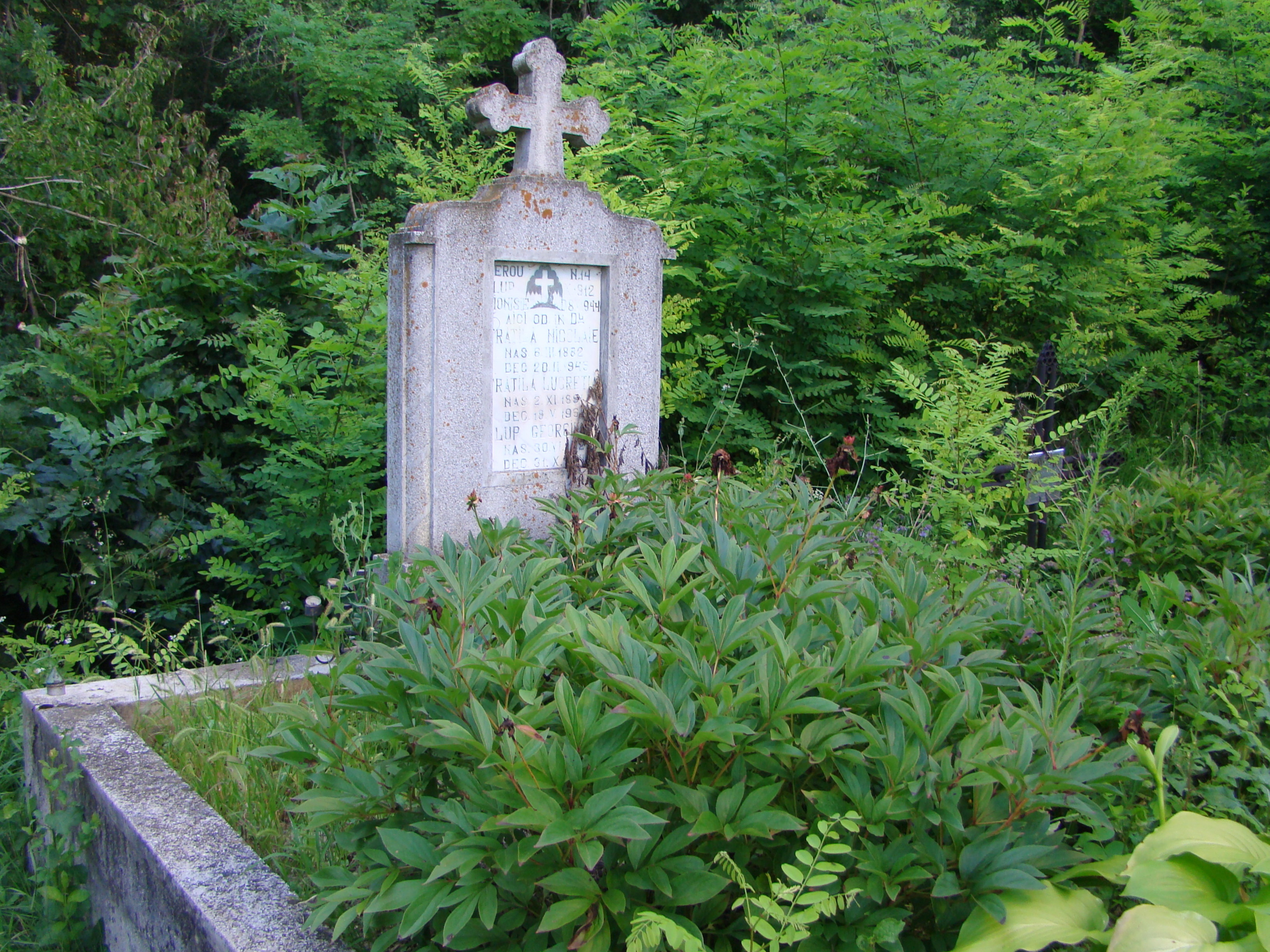
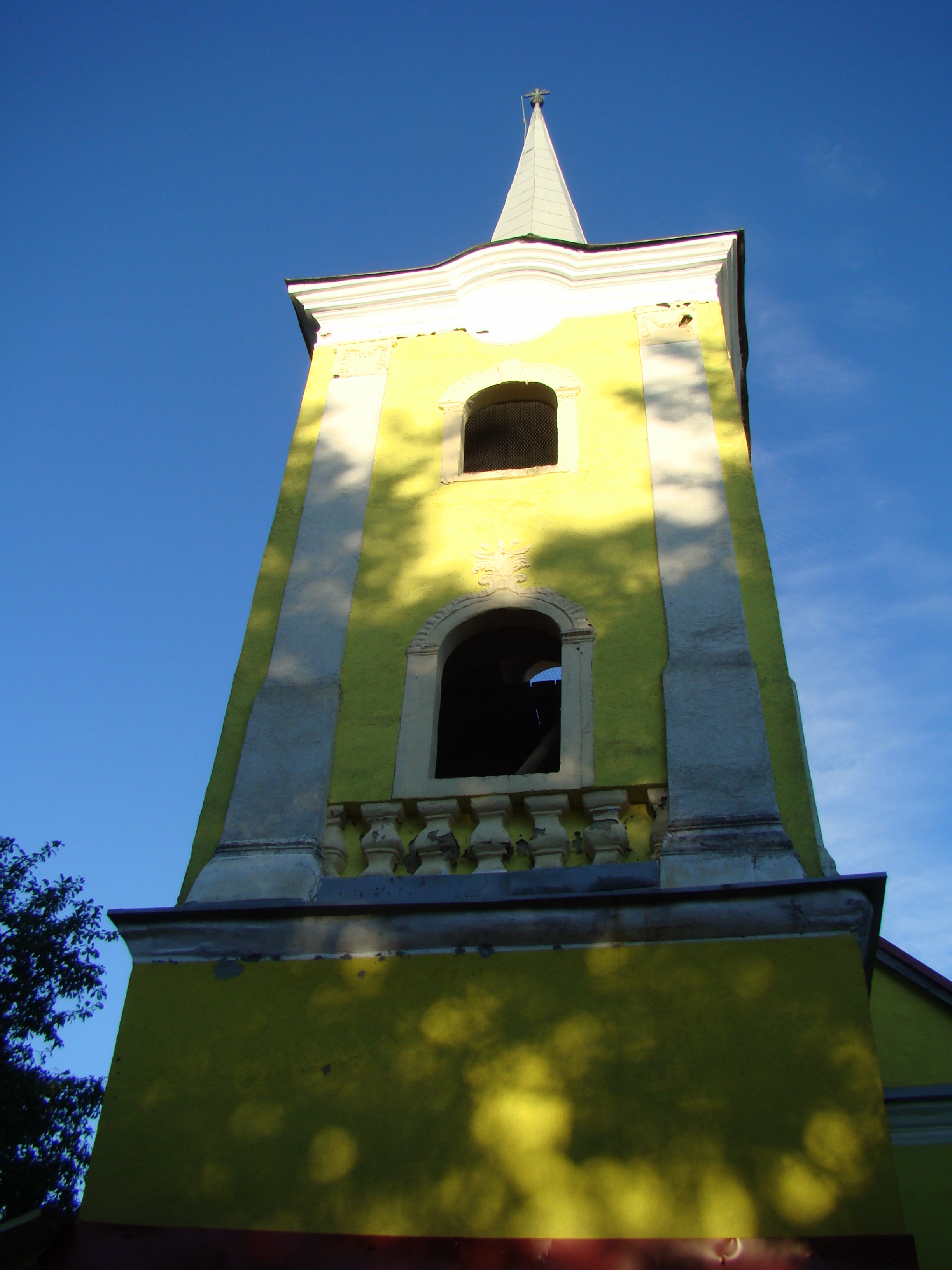
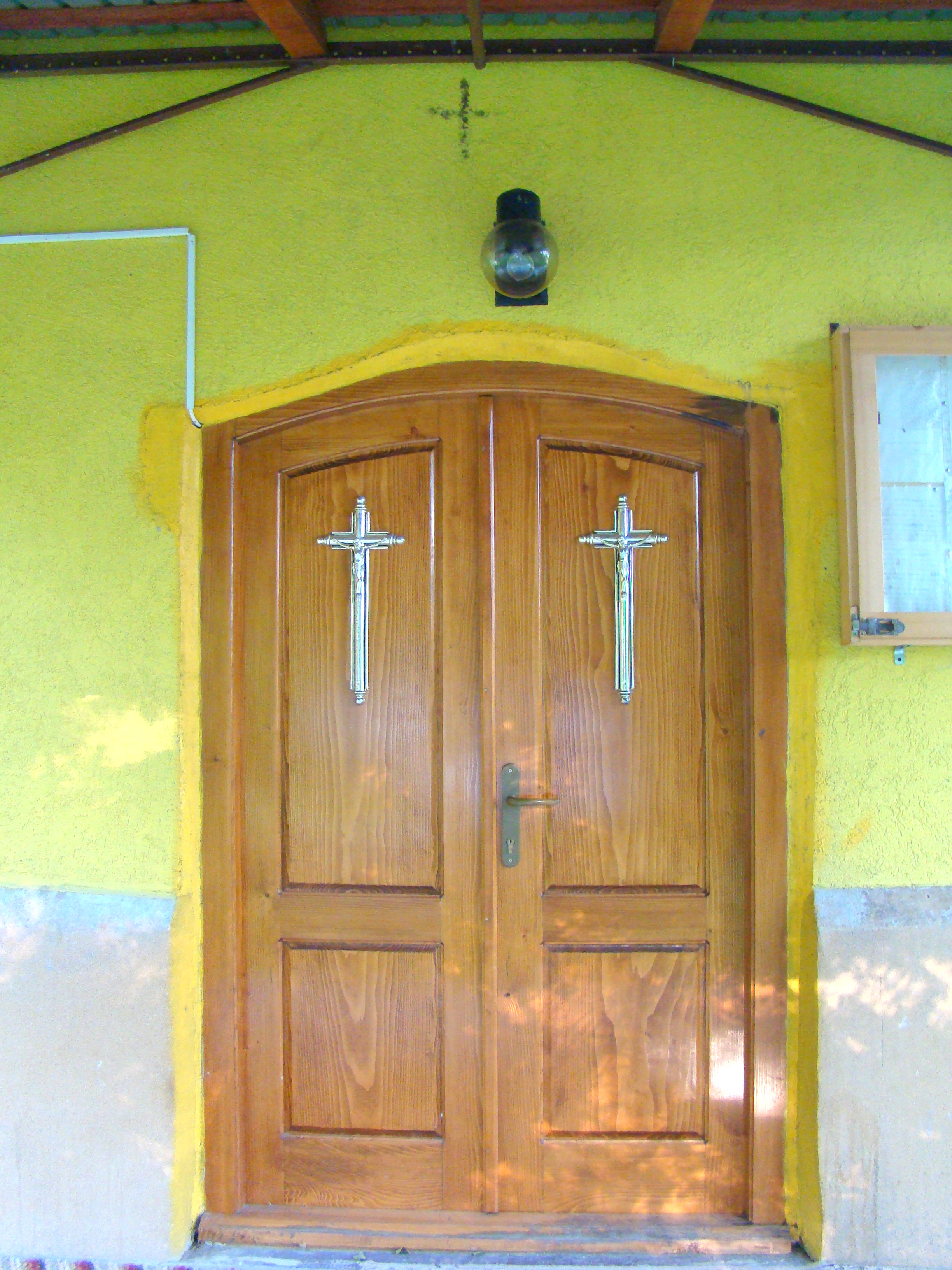
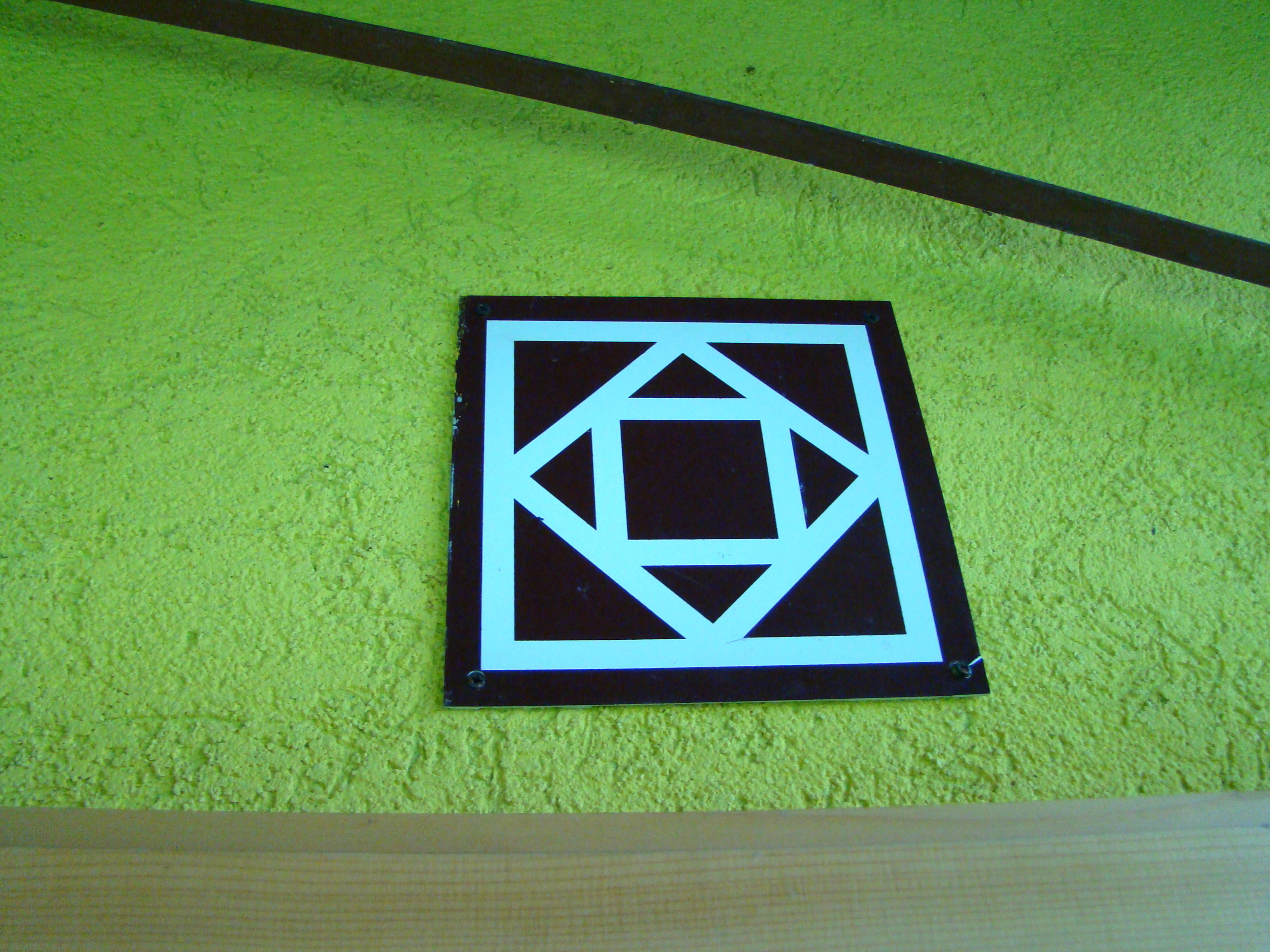
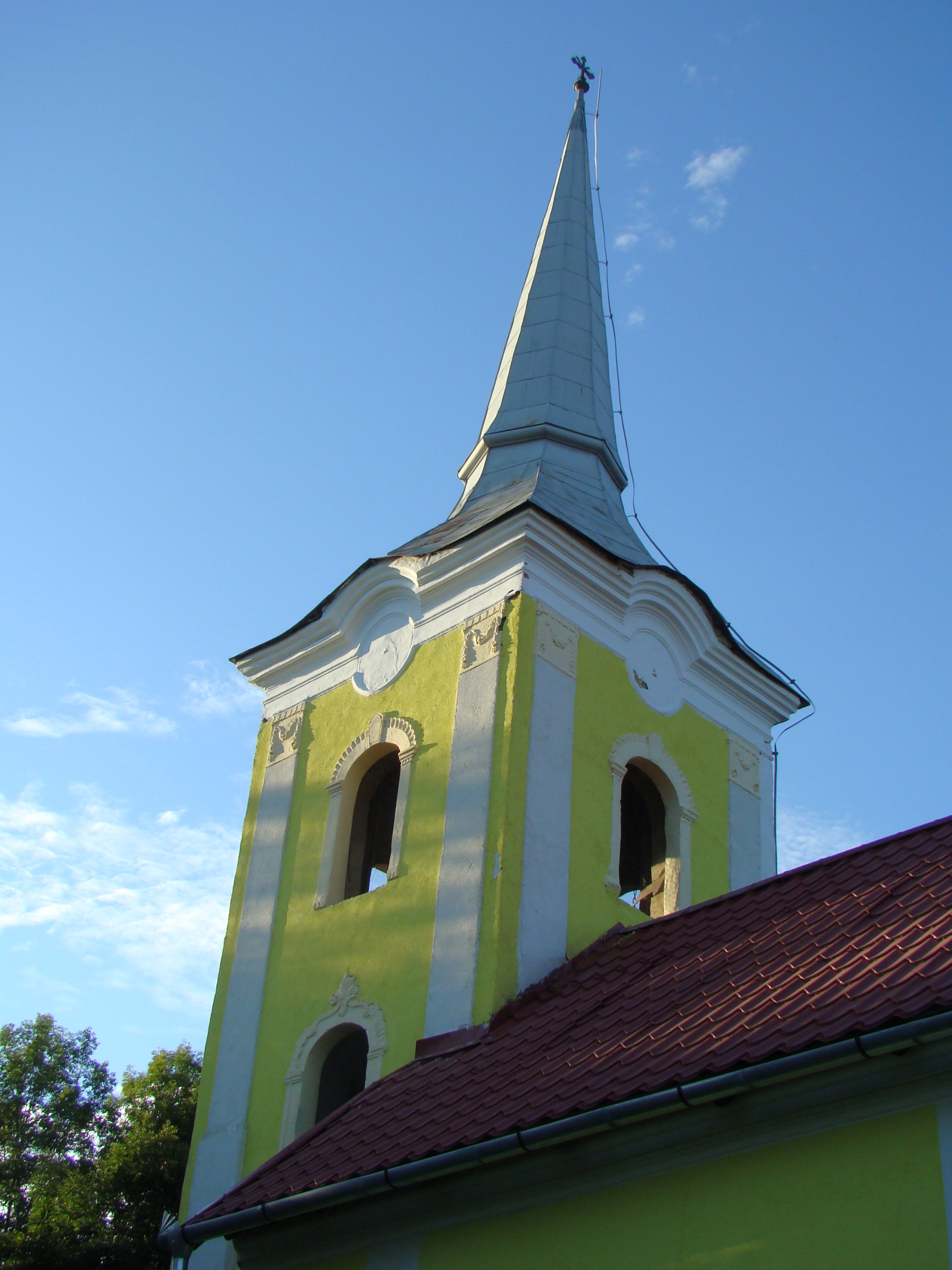
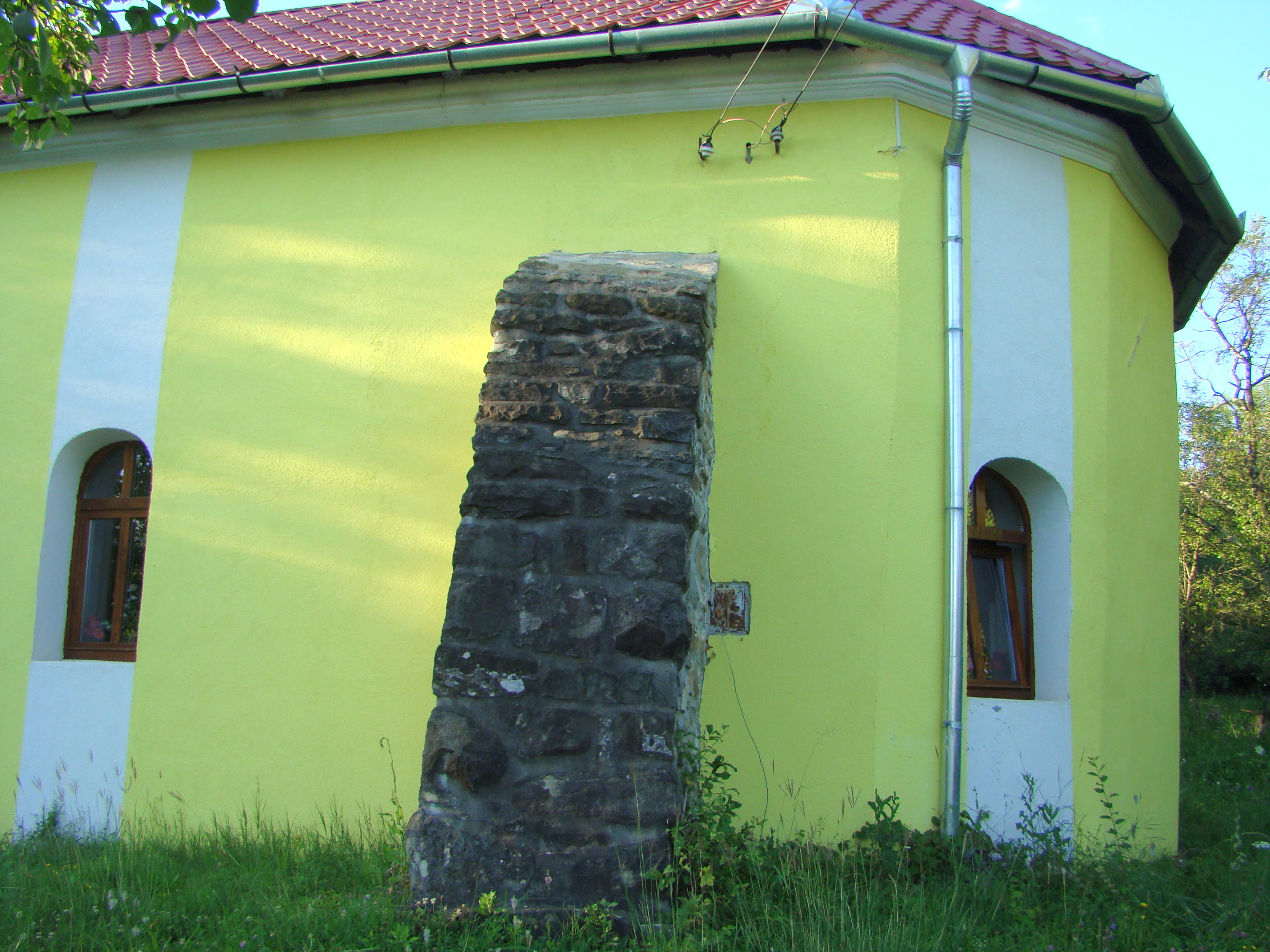
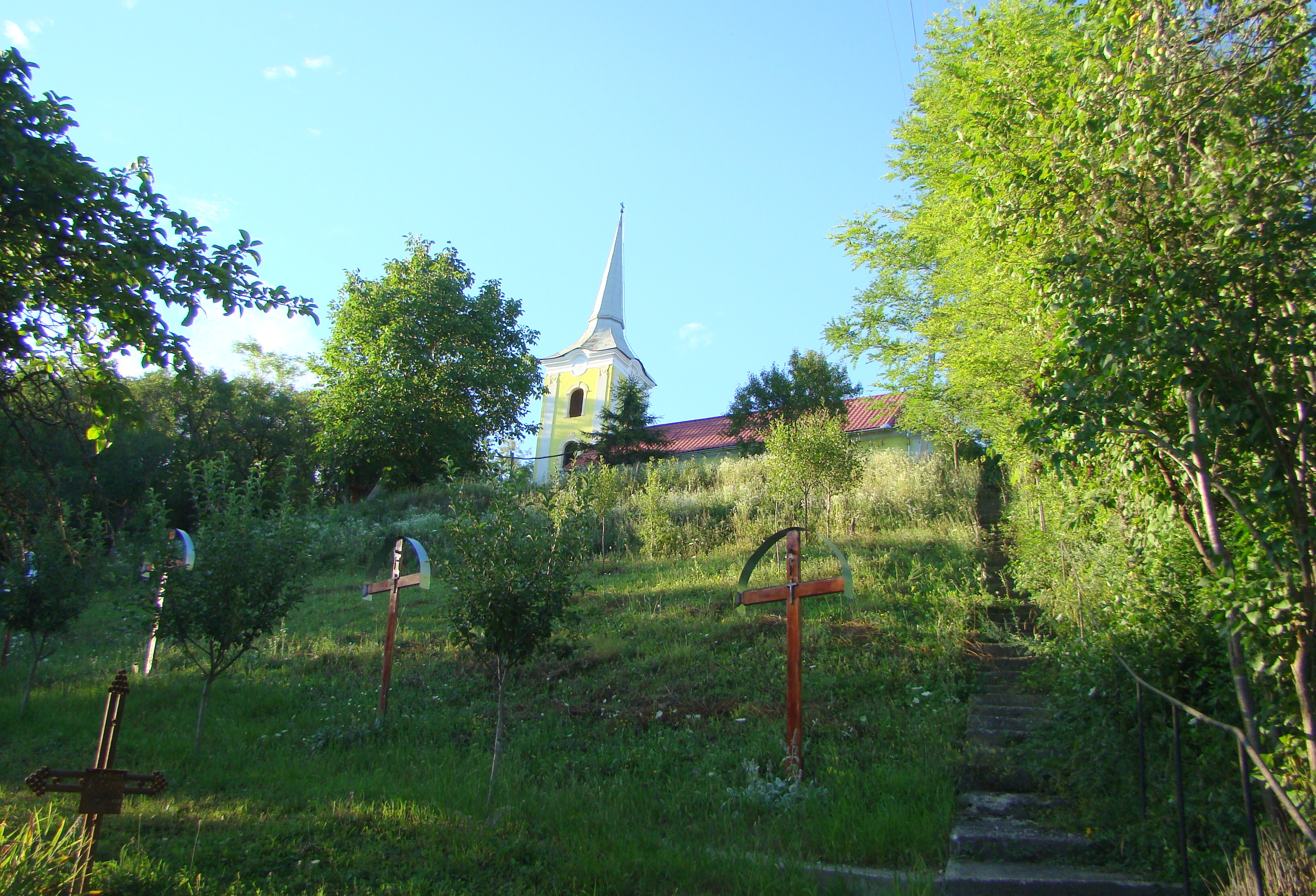
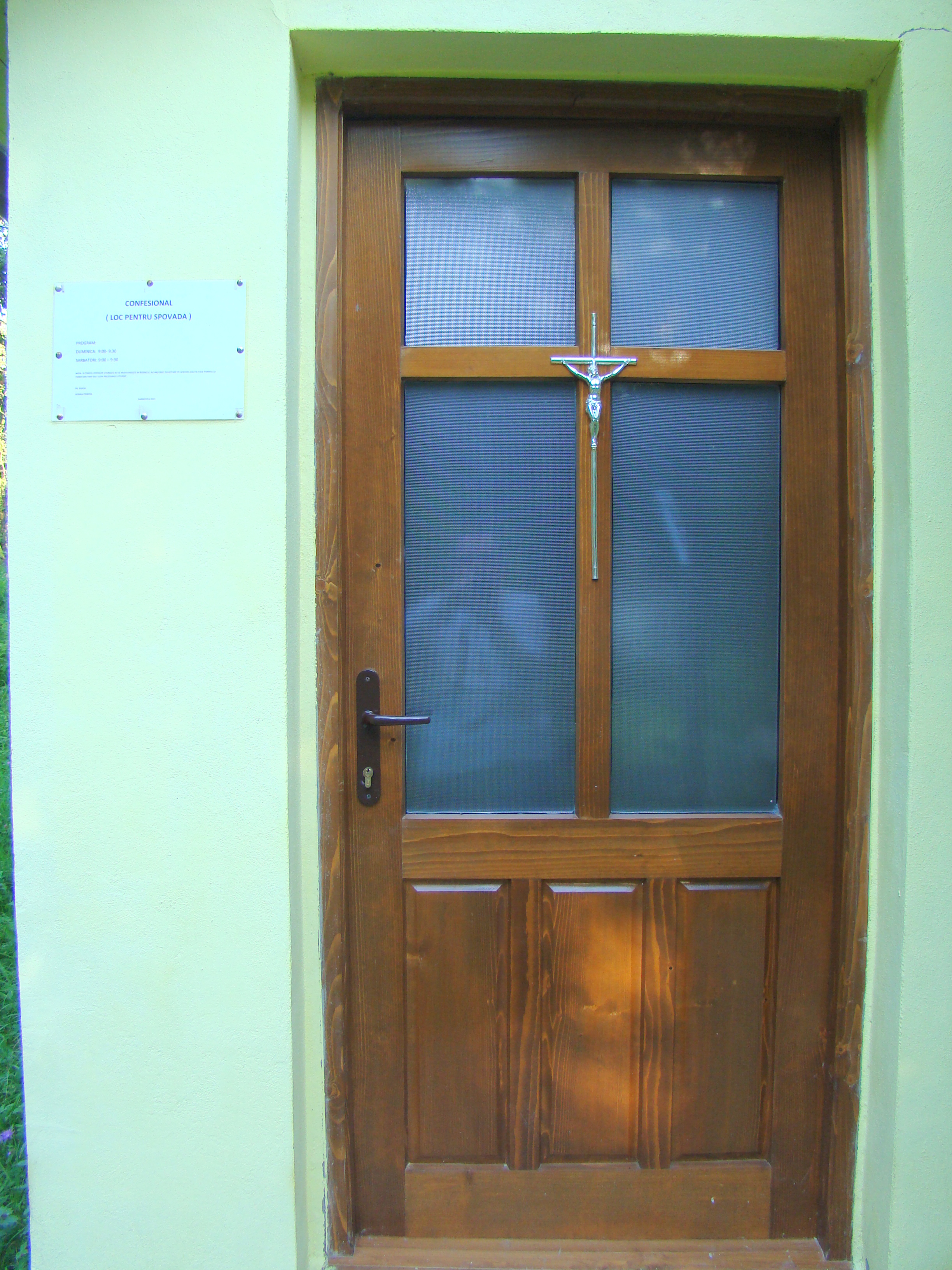
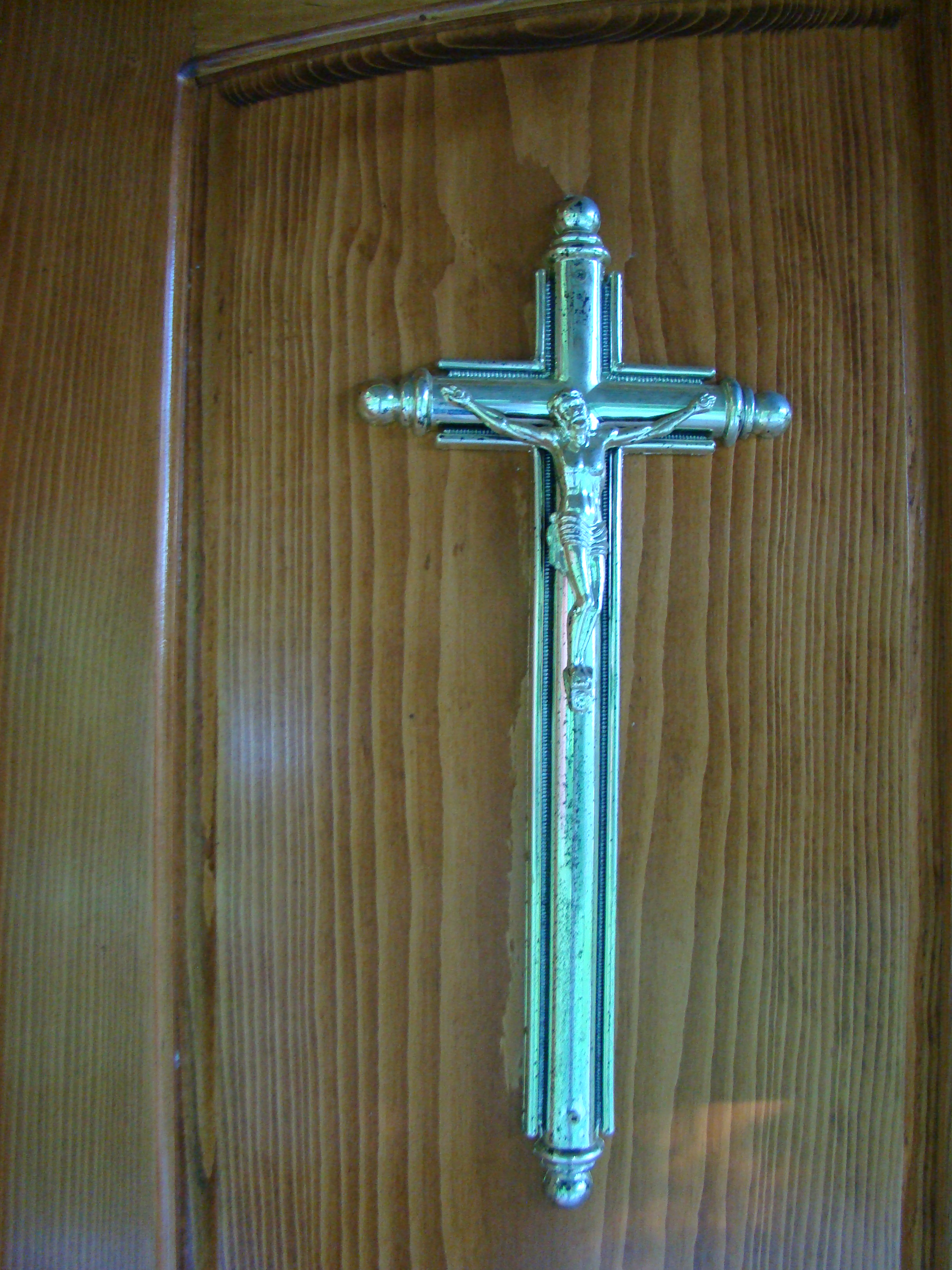
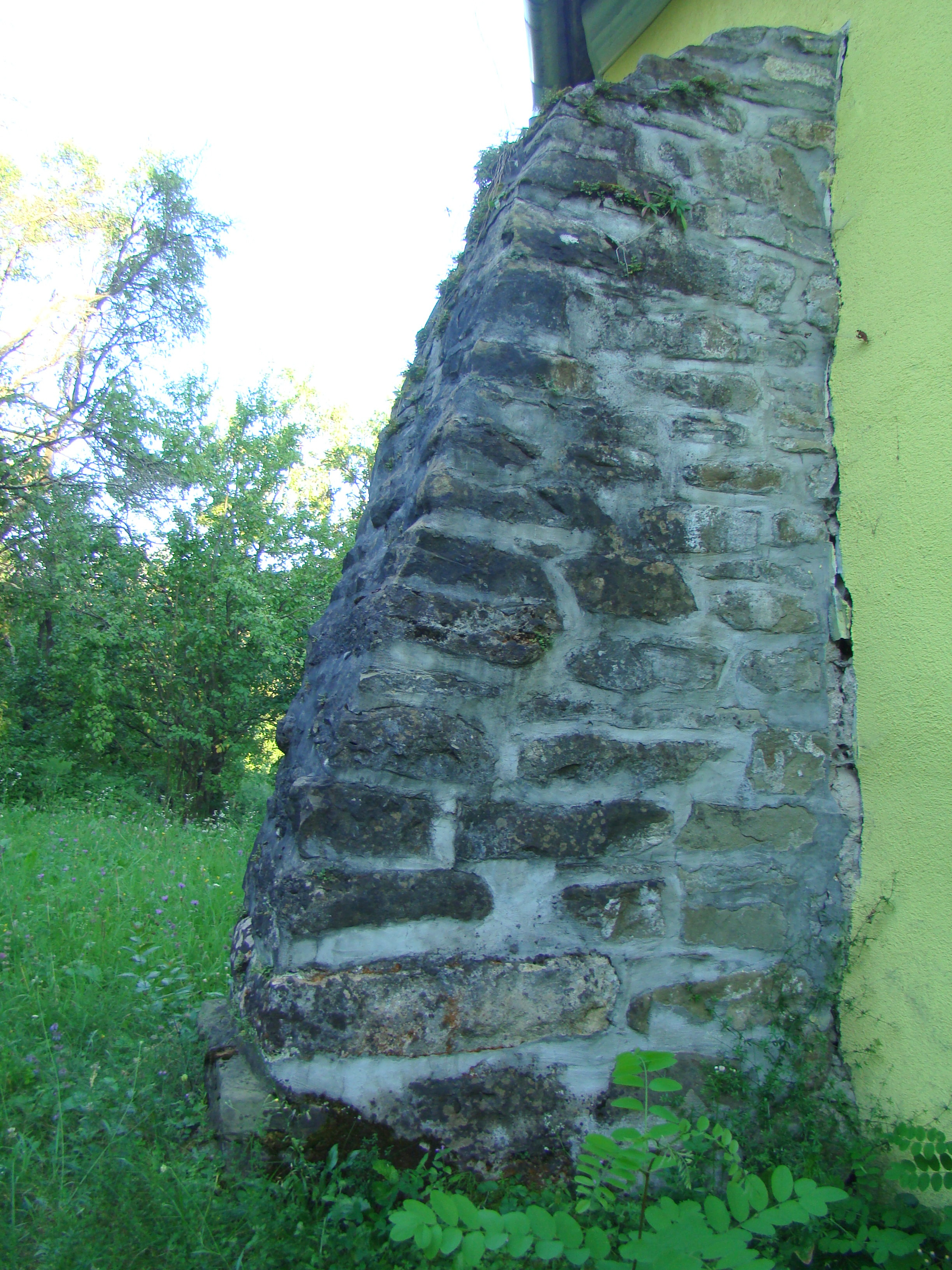
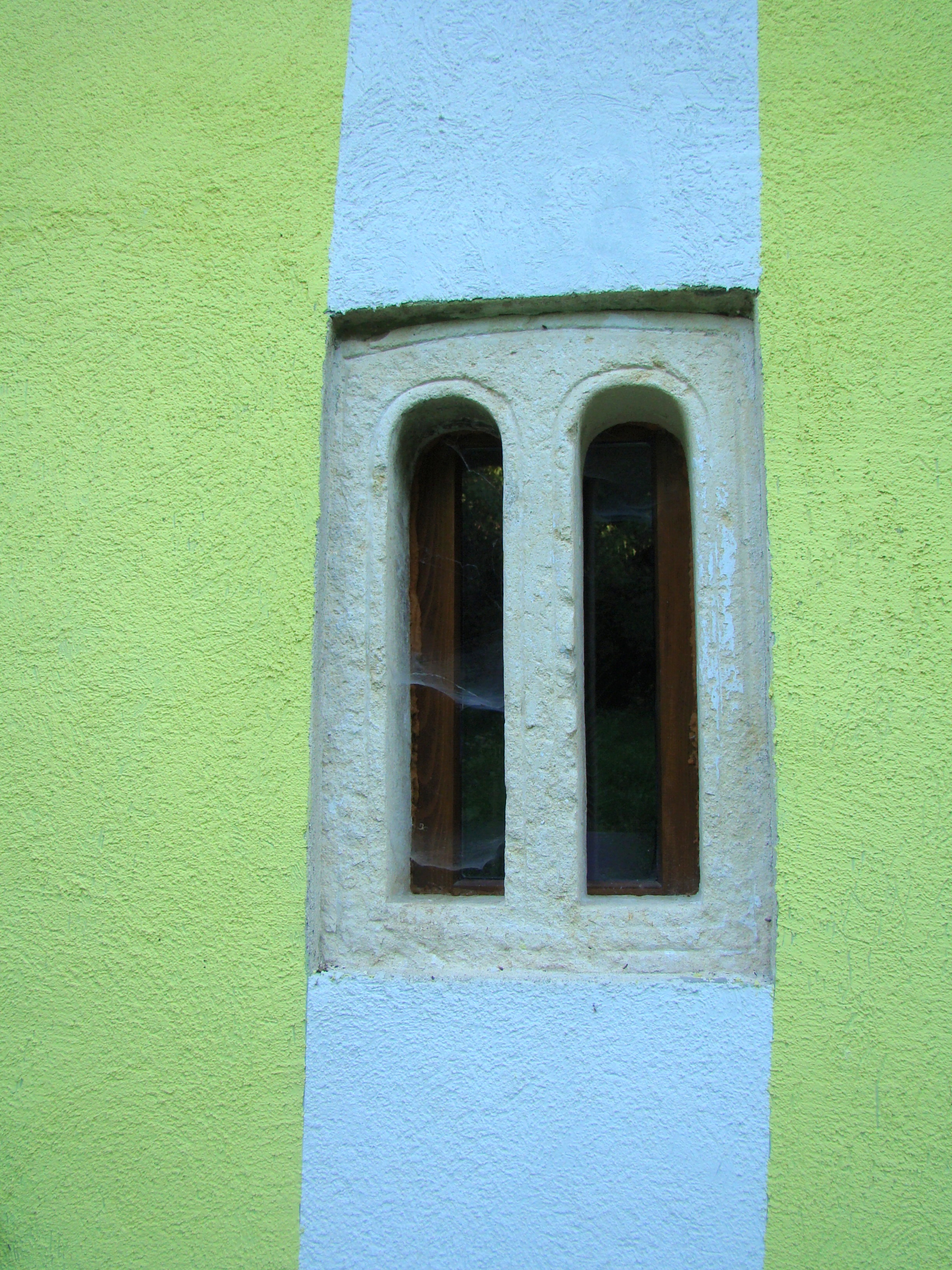
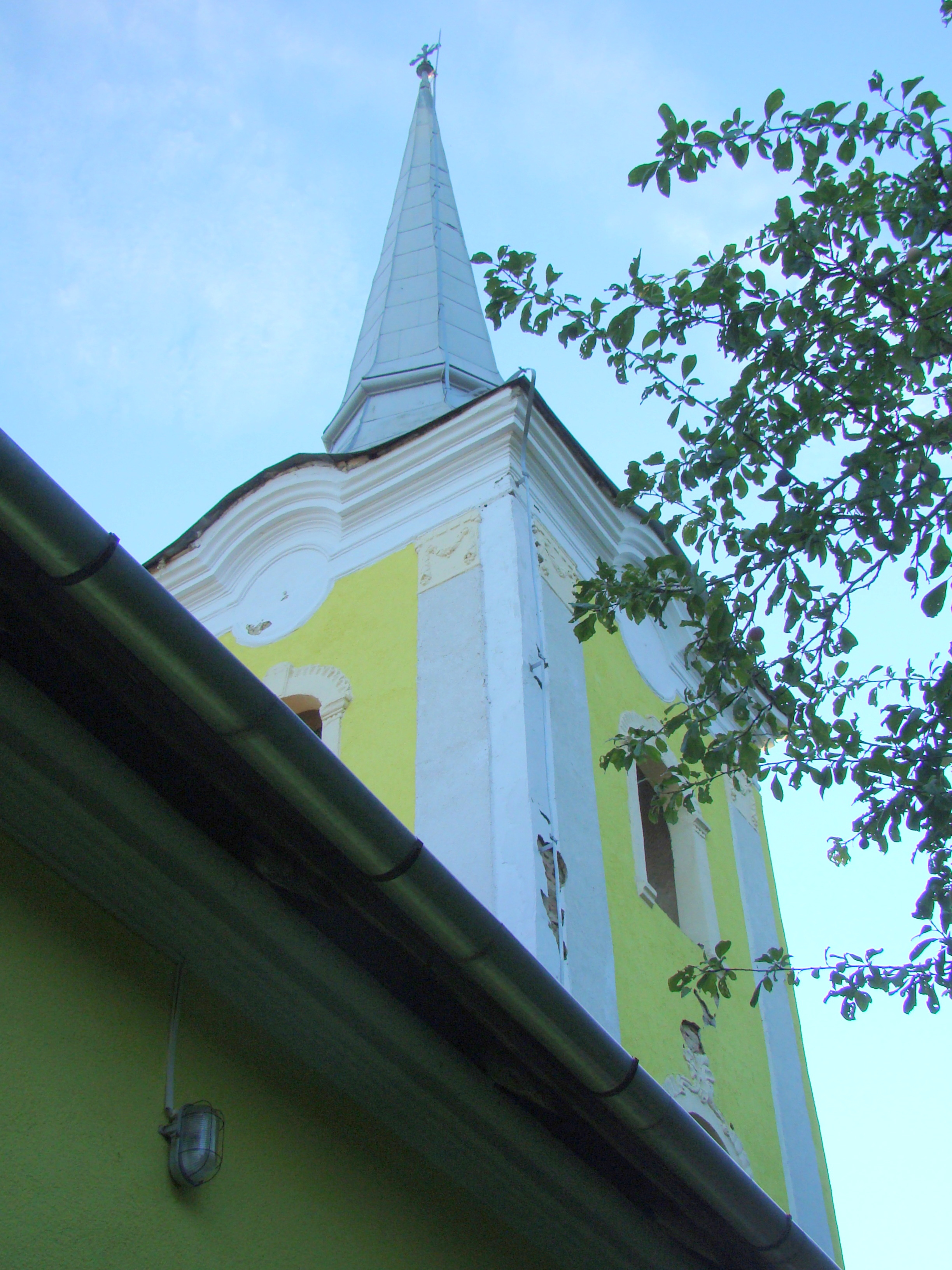
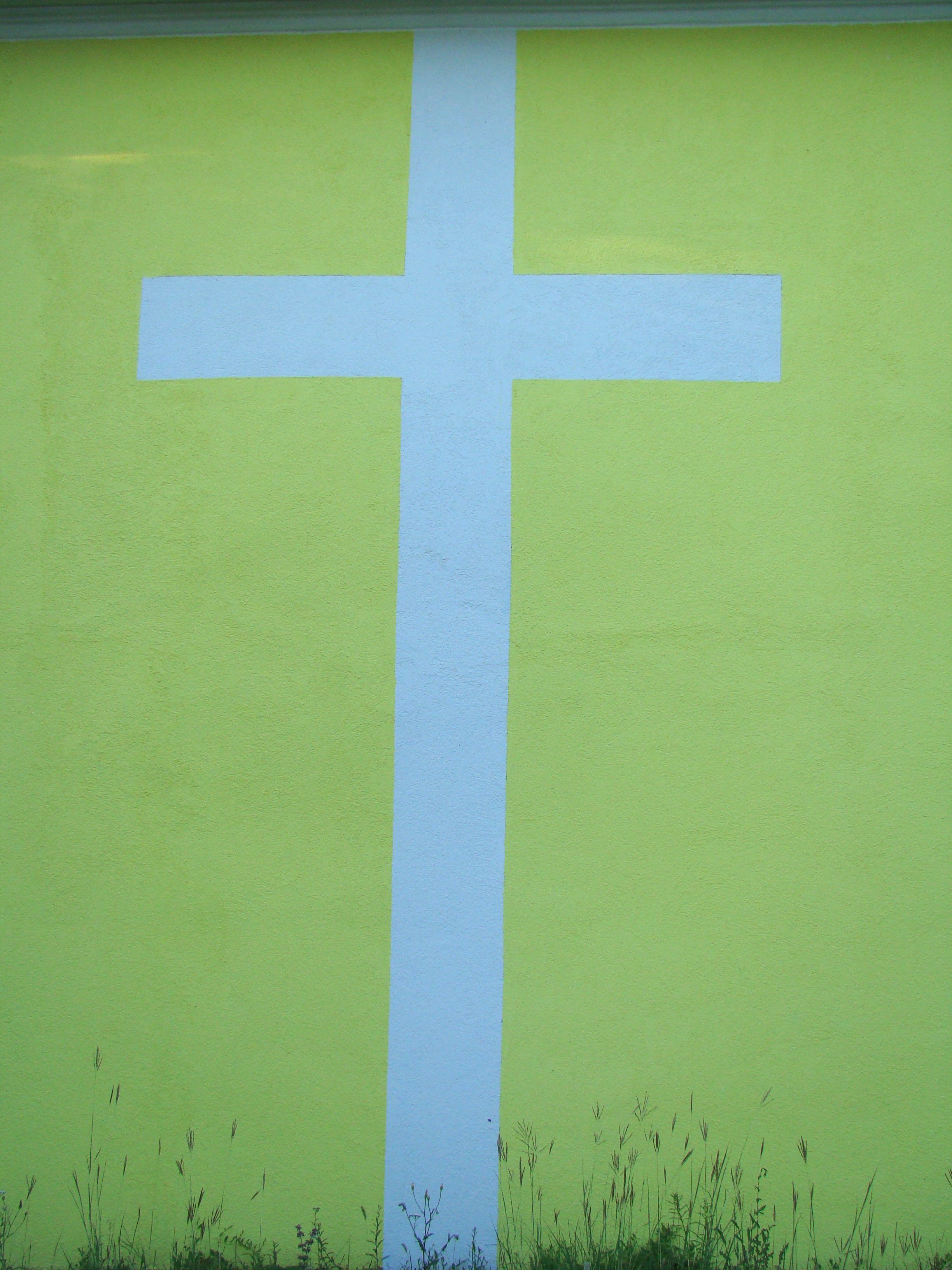
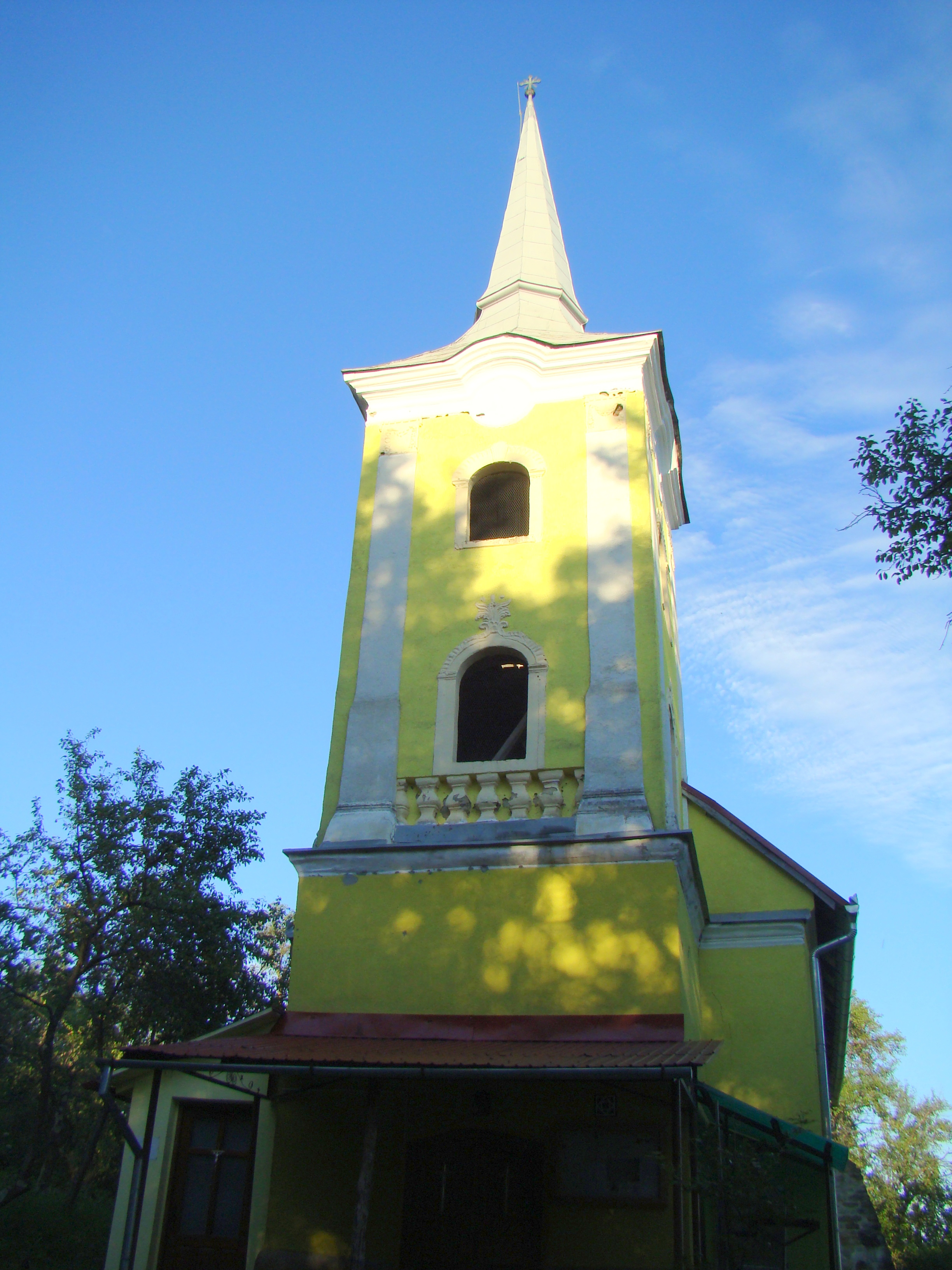
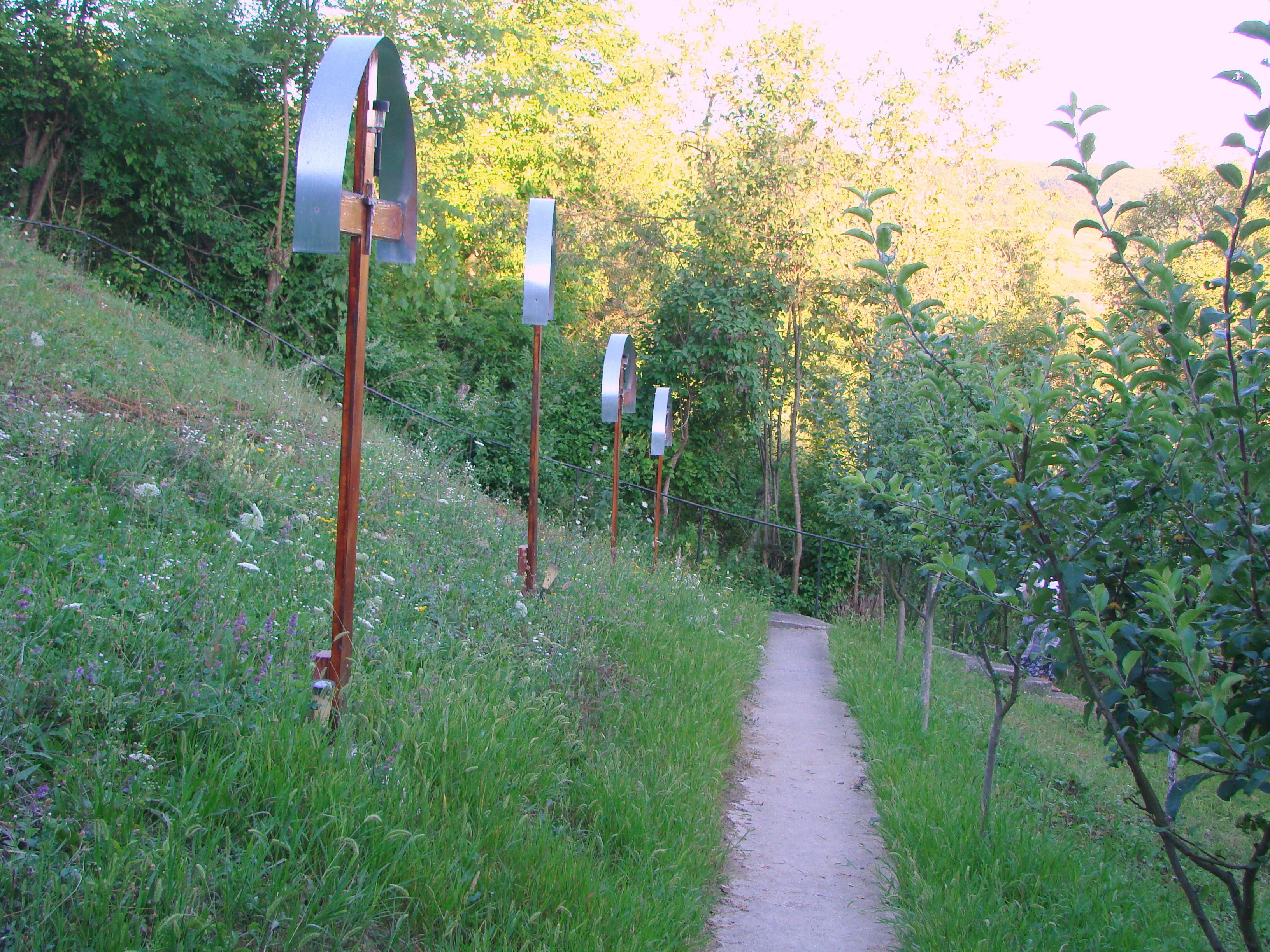
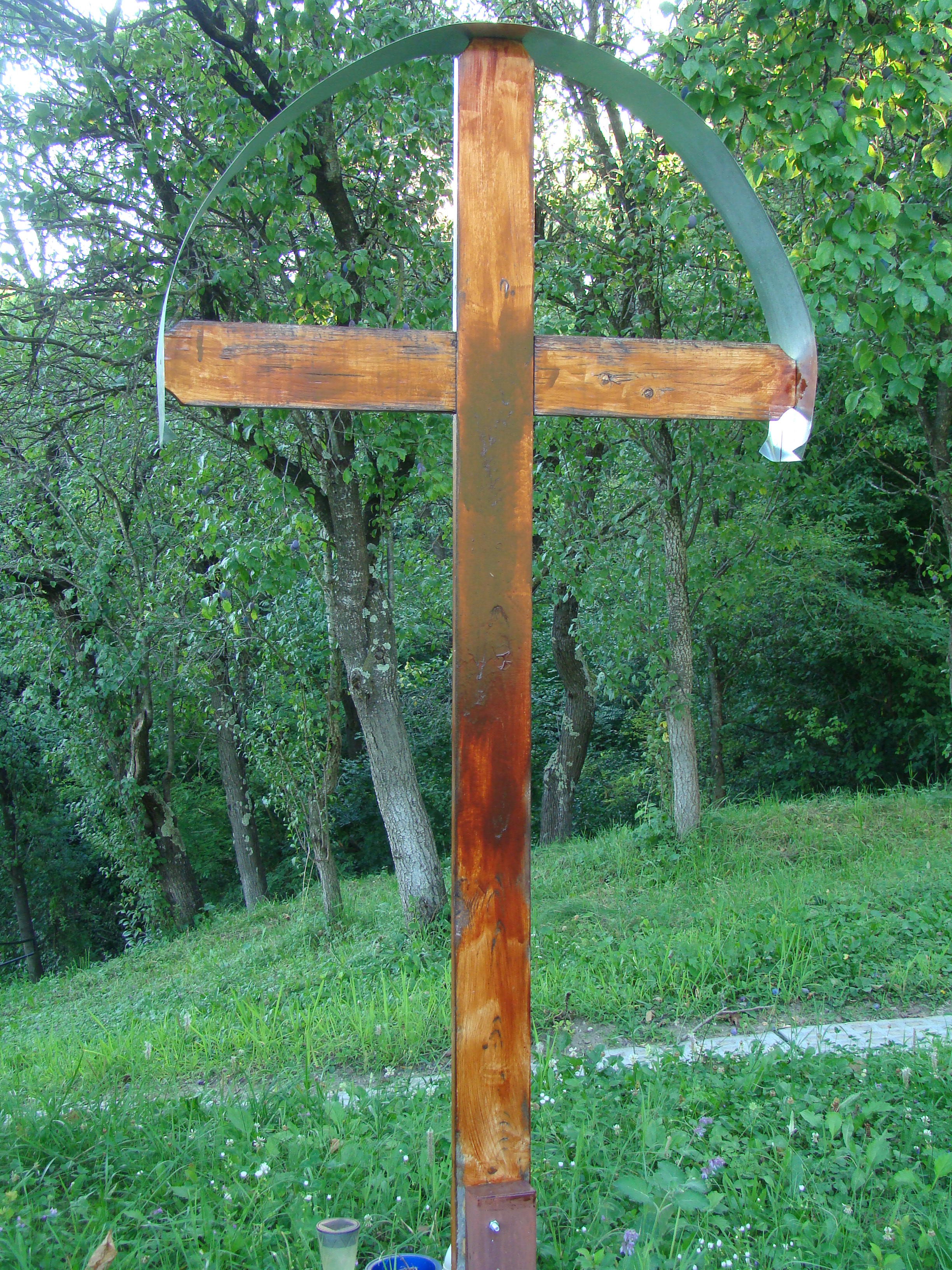

## Vezi și
- Gârbovița, Alba